# Џил Филиповић
Џил Никол Филиповић (енгл. Jill Filipovic, 3. август 1983; Њујорк)  је америчка ауторка и адвокатица.

## Образовање
Пореклом из околине Сијетла, Филиповићева је похађала средњу школу Шорвуд. Дипломирала је новинарство и политику и стекла диплому из студија рода и сексуалности на Универзитету у Њујорку. Стекла је титулу доктора права на Правном факултету Универзитета у Њујорку 2008.

## Каријера
Филиповићева је колумнисткиња Гардијана. Од 2005. је блогерка на Feministe, једном од највећих феминистичких блогова.  У априлу 2014.  Cosmopolitan ју је ангажовао да пише за свој блог.
Написала је критике за The New York Times, Washington Post, Time, и CNN. Написала је две књиге: Х-тачка: Феминистичка потрага за срећом (2017) и ОК Бумеру, Хајде да разговарамо: Како је моја генерација остављена (2020).

### Групе за људска права
Филиповићева је била отворена критичарка сајта A Voice for Men.  Мишел Голдберг је написала у Вашингтон посту, рекла је да су је "издвојиле" групе за људска права због њених критика. Била је поменута у књизи „Злочини из мржње у сајбер простору“ из 2014. због узнемиравања са којим се суочила због свог феминистичког блога.  Према Керин Голдсворти, њени клеветници су је бомбардовали на Гуглу.

### ТСА и грађанске слободе
Контролор Управе за безбедност саобраћаја (ТСА) отпуштен је након што је Филиповићева објавила блог о инциденту у којем је у њеном пртљагу остављен руком писани коментар. Касније је написала: „Више бих волела да погледам зашто је 'безбедност' коришћена да се оправда толики упад у наше грађанске слободе.

### Избори за мис
Филиповићева је о изборима за мис написала да „норме које ова такмичења промовишу нажалост нису... застареле... Ми се на речима оглашавамо женским правима, али се више фокусирамо на то како добро жене изгледају у купаћем костиму“. 

### Промене имена
Филиповићева је тврдила да жене не би требало да мењају имена када се удају. Њена колумна за Гардијан из 2013. „Зашто би удате жене требале да мењају своја имена? Нека мушкарци мењају своја“, наведена је као препоручено штиво о друштвеној конструкцији рода у Критичким сусретима на средњем енглеском: Теорија писмености поучавање адолесцентима Деборе Еплман (2014).  Филиповићева се 2018. удала за Таја Лорера Мекормика и задржала презиме.

### Насиље у породици и азил
Филиповић је критиковао директиву Џефа Сешнса да одбије давање азила женама које беже од насиља у породици. Она је нагласила да се прогањају жене које трпе насиље у породици на местима где влада одбија да их заштити. Она је изјавила: „Сешнс је, због његове дубоке антипатије према имигрантима и његовог мизогиног погледа на свет да је насиље у породици приватна породична ствар, поткопао ово обећање сигурне луке – и узео закон намењен заштити и претворио га у батину сексистичке окрутности.
Она је такође писала о томе како забрана абортуса у Хондурасу тера жене које су жртве сексуалног насиља да мигрирају из земље.

## Лични живот
Филиповићева је српског и немачког порекла по очевој страни породице. Удала се за новинара Таја Мекормика 2018.